# Чевернур (Ронгинское сельское поселение)
 Чевернур  — деревня в Советском районе Республики Марий Эл. Входит в состав Ронгинского сельского поселения.

## География
Находится в центральной части республики Марий Эл на расстоянии приблизительно 12 км по прямой на восток-юго-восток от районного центра посёлка Советский.

## История
Образовалась в 1934 году как починок, в 1930-е годы были 20 хозяйств, 96 человек. В 1958 году в Чевернуре насчитывалось 16 хозяйств, в 1976 году — 20, в 1980 году — 21 хозяйство. В советское время работал колхоз «Чевернур».

## Население
Население составляло 26 человек (мари 96 %) в 2002 году, 17 в 2010.